# Małgorzata Occhiena

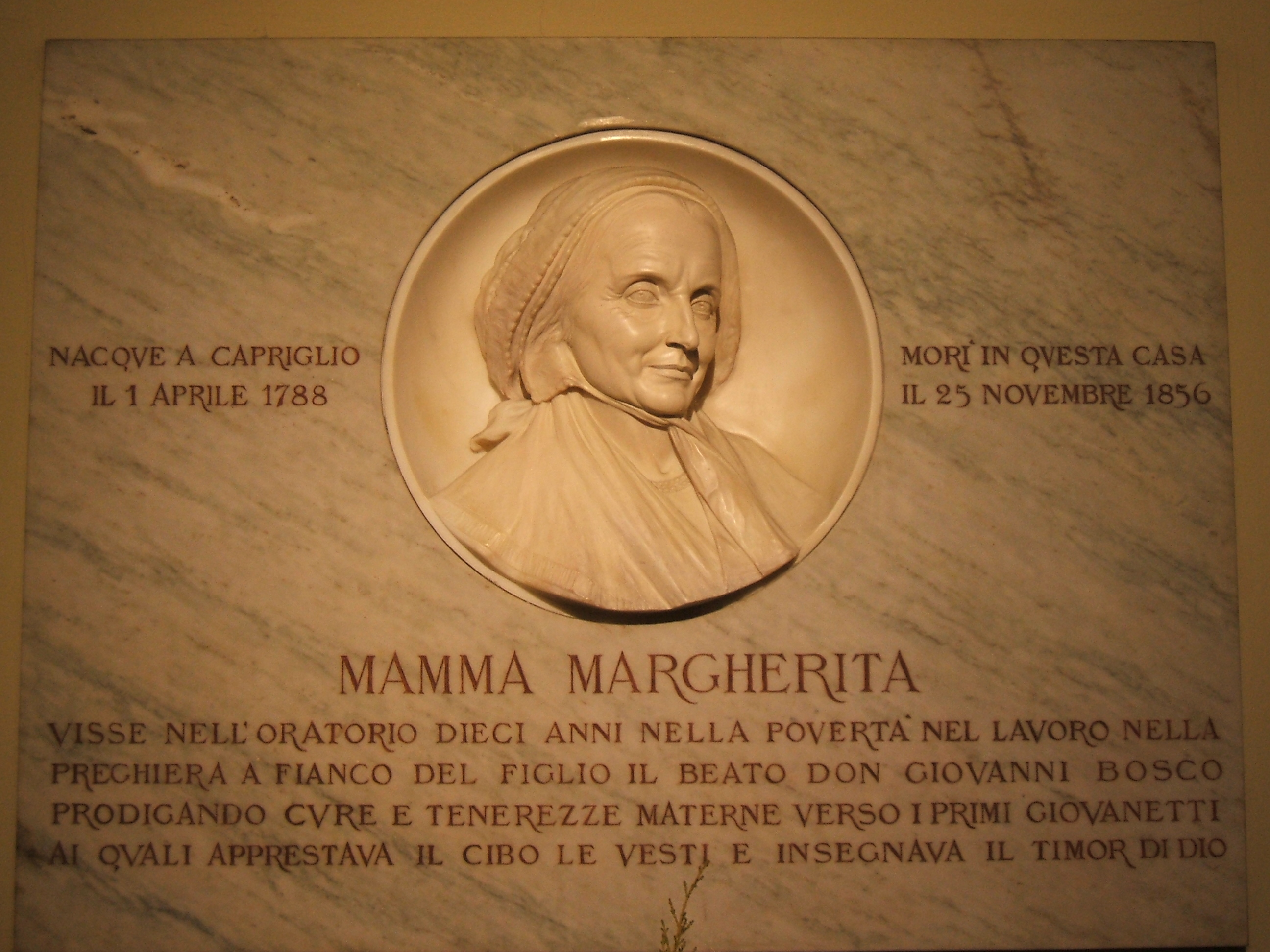
Tablica pamiątkowa w turyńskim oratorium prowadzonym przez ks. Jana Bosko

Małgorzata Occhiena (znana głównie jako Matusia Małgorzata, ur. 1 kwietnia 1788 w Capriglio; zm. 25 listopada 1856 w Turynie) – włoska Czcigodna Służebnica Boża Kościoła katolickiego. Matka św. Jana Bosko.

## Życiorys
Urodziła się 1 kwietnia 1788 w Capriglio, w wielodzietnej rodzinie.
W 1812 roku wyszła za mąż za wdowca, Franciszka Bosko. W 1813 roku urodziła syna, Józefa, a dwa lata później, w 1815 roku, drugiego syna, Jana. W 1817 roku jej mąż zmarł na zapalenie płuc. Wówczas sama zaopiekowała się chorą teściową, pasierbem oraz dwoma swoimi synami.
W 1846 roku, gdy ks. Jan Bosko ciężko zachorował, przybyła do Turynu, gdzie już do końca życia wspierała syna w jego dziele pomocy ubogiej młodzieży.
25 listopada 1856 zmarła w opinii świętości w wieku 68 lat. Przyczyną jej śmierci było zapalenie płuc.

## Proces beatyfikacyjny
Proces beatyfikacyjny Matusi Małgorzaty rozpoczął się w 1995 roku. 23 października 2006 roku papież Benedykt XVI ogłosił dekret o heroiczności cnót czcigodnej służebnicy Bożej.